# Joyce Ann Tyldesley
Joyce Ann Tyldesley (née le 25 février 1960) est une égyptologue et archéologue britannique.

## Biographie
Joyce Ann Tyldesley est née à Bolton, dans le Lancashire.
De 1978 à 1981, elle étudie l'archéologie à l'université de Liverpool. En 1986, elle obtient un doctorat en archéologie préhistorique à l'université d'Oxford, en présentant une thèse sur les bifaces produits par l'homme de Néandertal[réf. nécessaire].
Parallèlement, elle acquiert une expérience de terrain sur les sites archéologiques en Grande-Bretagne, Europe et Égypte.
Pour avoir le temps d'écrire sur le monde antique, elle suit une formation d'expert-comptable et exerce cette profession pendant vingt ans[réf. souhaitée].
Elle devient maîtresse de conférence en égyptologie à l'université de Manchester en 2007.
Elle est également chercheuse honoraire du musée de Manchester et de l'université de Liverpool, présidente de la société d'archéologie et d'égyptologie de Bolton.

## Travail d'édition
En 2004, Joyce Tyldesley s'associe avec Steven Snape pour créer une maison d'édition, Rutherford Press Limited, destinée à la publication de livres accessibles au grand public sur l'Égypte antique, tout en collectant des fonds pour de la recherche sur le terrain en Égypte. La maison d'édition ferme en 2017.

## Récompenses et hommages
En 2011, elle est nommée docteur honoraire es lettres par l'université de Bolton,.
En 2014, elle est récompensée par le prix littéraire Felicia A. Holton attribué chaque année par l'Institut archéologique américain, à un livre à destination du grand public. Le livre primé est Tutankhamen's Curse, publié aux Etats-Unis sous le titre Tutankhamen.
En 2020, elle reçoit le Outstanding Technology Enhanced Learning Award de l'Université de Manchester. Décerné chaque année par les étudiants de la faculté, ce prix récompense les professeurs pour la qualité de leur enseignement.

## Publications
- (en) The Wolvercote Channel Handaxe Assemblage : a comparative study, Oxford, B.A.R., coll. « BAR British series » (no 153), 1986, VIII-211 p. (ISBN 9780860543855)[11].
- (en) The Bout Coupé Biface: a typological problem, Oxford, B.A.R., coll. « BAR British series » (no 170), 1987, VII-201 p. (ISBN 9780860544524).
- avec Steven R. Snape : (en) Nazlet Tuna : an archaeolog. survey in Middle Egypt, Oxford, B.A.R., coll. « BAR British series » (no 414), 1988, VI-163 p. (ISBN 9780860545330).
- (en) Daughters of Isis: women of ancient Egypt, Londres, Penguin, 1995, 18-318-16 (ISBN 978-0-14-017596-7)[12].

traduction en français Les femmes dans l'ancienne Égypte : Les filles d'Égypte (trad. Isabelle Maillet), Monaco, Éditions du Rocher, 1998, 264 p. (ISBN 978-2-268-02883-5)
- (en) Hatchepsut : the female Pharoah, Londres, Pbk editions, 1998[13],[14]

traduction en français : Hatchepsout : La femme pharaon (trad. Martine Bonnaud), Éditions du Rocher, 1998 (ISBN 978-2-268-02516-2).
- (en) The Mummy: unwrap the ancient secrets of the mummies' tombs, Londres, Carlton, 1999, 128 p. (ISBN 9781858687148).

traduction en français : La momie : les secrets des tombeaux de momies enfin mis à nu (trad. Cécile Daurat), Paris, Arcadia, 1999, 128 p. (ISBN 2-913019-03-X).
- (en) Nefertiti : Egypt's sun queen, Londres, Viking, 1998, XIV-232 p. (ISBN 9780670869985)

traduction en français : Néfertiti : La reine solaire (trad. Philippe Beaudoin), Éditions du Rocher, 1999 (ISBN 978-2-268-03227-6).
- (en) Ramesses: Egypt's Greatest Pharaoh, Londres, Penguin Books, 2001, XXVII-3-225 (ISBN 9780140280975).

traduction en français : Ramsès II le plus grand des pharaons (trad. Philippe Beaudoin), Éditions du Rocher, 2001 (ISBN 978-2-268-03995-4)
- (en) Judgement of the Pharaoh: Crime and Punishment in Ancient Egypt, Londres, Phoenix, 2001, 199 p. (ISBN 9780753812785).
- (en) Egypt's Golden Empire: the age of the New Kingdom, Londres, Headline Book, 2001, XIV-304 p. (ISBN 9780747251606).
- (en) The Private Lives of the Pharaohs, Londres, Channel 4, 2002, 192 p. (ISBN 9780752261997).
- (en) Pyramids: the real story behind Egypt's most ancient monuments, Londres, Viking, 2003, XX-262 p. (ISBN 9780670893225).

traduction en français : À la découverte des pyramides d'Égypte (trad. Nathalie Baum), Monaco, éditions du Rocher, coll. « Champollion », 2005, 325 p. (ISBN 978-2-268-05326-4).
- (en) Tales from ancient Egypt, Bolton, Rutherford Press, 2004, XV-192 p. (ISBN 9780954762209).
- (en) Stories from Ancient Egypt: Egyptian Myths and Legends for Children (ill. Julian Heath), Bolton, Rutherford Press, 2005, 107 p. (ISBN 9780954762216).
- (en) Egypt : how a lost civilization was rediscovered, Londres, BBC Books, 2005, 256 p. (ISBN 9780563522577)

traduction en français : Égypte : L'histoire de la redécouverte d'une civilisation disparue (trad. Christophe Mercier), Paris, Plon, 2006 (ISBN 978-2-7441-9196-1)
- avec Paul G. Bahn et Douglas Palmer : (en) Unearthing the Past : the great discoveries of archaeology from around the world, Londres, M. Beasley, 2005, 176 p. (ISBN 9781840009897).
- (en) Egyptian games and sports, Princes Risborough, Shire, coll. « Shire egyptology », 2007, 64 p. (ISBN 978-0-7478-0661-5).
- (en) Insiders - Egypt (ouvrage pour la jeunesse), Surrey, Templar Publishing, 2007, 64 p. (ISBN 9781840117028).

traduction en français : L'Égypte (ouvrage pour la jeunesse), Paris, Larousse, coll. « À la loupe », 2010, 64 p. (ISBN 978-2-03-585296-0).
- (en) Mummies and pyramids : the secret world of Tutankhamun and the pharaohs (ouvrage pour la jeunesse), Londres, Carlton Books, 2007 (ISBN 9781844421701)

traduction en français : Pyramides et momies : Les mystères de l'Égypte antique, Toulouse, Milan Jeunesse, 2007, 30 p. (ISBN 978-2-7459-2861-0)
- (en) Cleopatra: Last Queen of Egypt, New York, Basic Books, 2008, XIV-290 p. (ISBN 9780465009404)[15],[16].
- (en) The Pharaohs, Londres, Quercus Editions, 2009, 223 p. (ISBN 9781847244956).
- (en) Myths & legends of ancient Egypt, Londres, Allen Lane, 2010, XI-384 p. (ISBN 978-1-84614-369-4).
- (en) Tutankhamen's Curse : the developing history of an Egyptian king, Londres, Profile, 2012, XX-316 p. (ISBN 9781861978738)[17],[18],[19].
- (en) « Foremost of Women: The Female Pharaohs of Ancient Egypt », dans Tausret Forgotten Queen and Pharaoh of Egypt, Oxford University Press, 2012 (DOI 10.1093/acprof:oso/9780199740116.003.0001, lire en ligne), p. 5–24.